# 3830 Trelleborg
3830 Trelleborg (1986 RL) là một tiểu hành tinh vành đai chính được phát hiện ngày 11 tháng 9 năm 1986 bởi P. Jensen ở Brorfelde Observatory, Holbæk, Denmark.